# Breutelia inclinata
Breutelia inclinata är en bladmossart som beskrevs av Georg Friedrich von Jaeger 1875. Breutelia inclinata ingår i släktet gullhårsmossor, och familjen Bartramiaceae. Inga underarter finns listade i Catalogue of Life.